# Lista de livros de That's So Raven
Lista de livros baseado no sitcom estadunidense That's So Raven(ou As visões da Raven em português), a  cerca de 20 livros lançados, Cada um é baseado em dois episódios da série. O livros foram lançados no ano de 2004 até 2006.

## Livros
| #  | Nome do Livro                | Conteúdo                                             | Autor           | Lançamento             |
| -- | ---------------------------- | ---------------------------------------------------- | --------------- | ---------------------- |
| 1  | What You See Is What You Get | Cheiro da Vitória & Um Cachorro Com Outro Nome       | Alice Alfonsi   | 2004                   |
| 2  | Rescue Me                    | Impulsionada á Insanidade & Mamãe Querida            | Alice Alfonsi   | 1 de Setembro de 2004  |
| 3  | In Raven We Trust            | Teste da Amizade & Febre na Tarde de Sábado          | Alice Alfonsi   | 1 de Novembro de 2004  |
| 4  | Step Up                      | Primas Distantes & Festa Animal                      | Alice Alfonsi   | 1 de Janeiro de 2005   |
| 5  | Family Affair                | Se Eu Tivesse um Emprego & Eduque Bem os Seus Filhos | Jasmine Jones   | 1 de Março de 2005     |
| 6  | 2 Good 2 B True              | Para Ver ou Para Não Ver & Os Jogos Entre Namorados  | Michael Poryes  | 13 de Abril de 2005    |
| 7  | Tell It Like It Is           | Campanha no Pescoço & Separação Ansiosa              | Jasmine Jones   | 11 de Maio de 2005     |
| 8  | Dueling Divas                | Uma Briga na Ópera & As Festas                       | Kimberly Morris | 29 de Junho de 2005    |
| 9  | Showtime                     | Acorda, Victor & Um Peixe Chamado Raven              | Alice Alfonsi   | 3 de Agosto de 2005    |
| 10 | Psyched                      | Procuram-se Videntes & Salvando a Vidente Raven      | James Ponti     | 1 de Setembro de 2005  |
| 11 | Boyfriend Blues              | Quatro é Uma Multidão & Azul no Rosto                | Kimberly Morris | 1 de Novembro de 2005  |
| 12 | Be Mine                      | Corações e Mentes & Encontros Imediatos do Tipo Nerd | Kimberly Morris | 1 de Dezembro de 2005  |
| 13 | The Real Deal                | Isso é Tão Não Raven & Corra, Raven, Corra           | Dennis Rinsler  | 1 de Janeiro de 2006   |
| 14 | Over The Top                 | Fora de Controle & Ele Têm o Poder                   | Alice Alfonsi   | 1 de Fevereiro de 2006 |
| 15 | Rebel Raven                  | Uniformes em Mente & Tarde no SPA                    | Alice Alfonsi   | 1 de Março de 2006     |
| 16 | Superstar                    | Chefes de Rádio & A Estrada Para a Audição           | Alice Alfonsi   | 1 de Jumho de 2006     |
| 17 | House Party                  | Festa em Casa & Deixe Isso Para a Diva               | Alice Alfonsi   | 1 de Setembro de 2006  |
| 18 | Queen Of Hearts              | Lá Vai a Noiva & O Tratamento Real                   | Jasmine Jones   | 1 de Dezembro de 2006  |

1. 1 2 3  «What You See is What You Get at goodreads.com». Consultado em 3 de Novembro de 2015 Texto "goodreads.com " ignorado (ajuda)
2. 1 2 3  «Rescue Me at goodreads.com». Consultado em 3 de Novembro de 2015 Texto "goodreads.com " ignorado (ajuda)
3. 1 2 3  «In Raven We Trust at goodreads.com». Consultado em 3 de Novembro de 2015 Texto "goodreads.com " ignorado (ajuda)
4. 1 2 3  «Step Up Trust at goodreads.com». Consultado em 3 de Novembro de 2015 Texto "goodreads.com " ignorado (ajuda)
5. 1 2 3  «Family Affair at goodreads.com». Consultado em 3 de Novembro de 2015 Texto "goodreads.com " ignorado (ajuda)
6. 1 2 3  «Good 2 B True  at goodreads.com». Consultado em 3 de Novembro de 2015 Texto "goodreads.com " ignorado (ajuda)
7. 1 2 3  «Tell It Like It Is at goodreads.com». Consultado em 3 de Novembro de 2015 Texto "goodreads.com " ignorado (ajuda)
8. 1 2 3  «Dueling Divas at goodreads.com». Consultado em 3 de Novembro de 2015 Texto "goodreads.com " ignorado (ajuda)
9. 1 2 3  «Showtime! at goodreads.com». Consultado em 3 de Novembro de 2015 Texto "goodreads.com " ignorado (ajuda)
10. 1 2 3  «Psyched at goodreads.com». Consultado em 3 de Novembro de 2015 Texto "goodreads.com " ignorado (ajuda)
11. 1 2 3  «Boyfriend Blues at goodreads.com». Consultado em 3 de Novembro de 2015 Texto "goodreads.com " ignorado (ajuda)
12. 1 2 3  «Be Mine at goodreads.com». Consultado em 3 de Novembro de 2015 Texto "goodreads.com " ignorado (ajuda)
13. 1 2 3  «The Real Deal at goodreads.com». Consultado em 3 de Novembro de 2015 Texto "goodreads.com " ignorado (ajuda)
14. 1 2 3  «Over The Top at goodreads.com». Consultado em 3 de Novembro de 2015 Texto "goodreads.com " ignorado (ajuda)
15. 1 2 3  «Rebel Raven at goodreads.com». Consultado em 3 de Novembro de 2015 Texto "goodreads.com " ignorado (ajuda)
16. 1 2 3  «Superstar at goodreads.com». Consultado em 3 de Novembro de 2015 Texto "goodreads.com " ignorado (ajuda)
17. 1 2 3  «House Party at goodreads.com». Consultado em 3 de Novembro de 2015 Texto "goodreads.com " ignorado (ajuda)
18. 1 2 3  «Queen of Hearts at goodreads.com». Consultado em 3 de Novembro de 2015 Texto "goodreads.com " ignorado (ajuda)